# V・マパ駅
V・マパ駅（ヴィ・マパえき、英語: V. Mapa station）は、フィリピン・マニラ首都圏のマニラ市にあるマニラLRT2号線の駅である。駅名は近くを通るV・マパ通りに由来しており、その通り名はフィリピン最高裁判所第2代長官のビクトリノ・マパに由来している。

## 歴史
- 2004年4月5日 - G・アラネタ駅として開業。
- 日程不明 - V・マパ駅に改称。

## 駅構造
相対式ホーム2面2線を有するを有する高架駅である。

## 駅周辺
- SM City Sta. Mesa
- Central Colleges of the Philippines
- Immaculate Heart of Mary College
- University of the East Ramon Magsaysay Memorial Medical Center